# Dynamique des fluides
Ne doit pas être confondu avec Mécanique des fluides.
La dynamique des fluides (hydrodynamique ou aérodynamique) est l'étude des mouvements des fluides, qu'ils soient liquides ou gazeux. Elle fait partie de la mécanique des fluides avec l'hydrostatique (statique des fluides).
La résolution d'un problème de dynamique des fluides demande de calculer diverses propriétés des fluides comme la vitesse, la viscosité, la densité, la pression et la température en tant que fonctions de l'espace et du temps.

## Perspectives actuelles
On ne connaît pas parfaitement les équations qui gouvernent les fluides : les équations de Navier-Stokes et ses dérivées ne sont pas valables pour tous les fluides. Le miel, le sang ou encore du cristal liquide n'obéissent plus aux équations de Navier-Stokes en raison des coefficients de viscosité supplémentaires. À l'heure actuelle, le problème reste ouvert. Ces équations non linéaires qui ne sont pas simples et encore non complètement définies mathématiquement (analyse, météorologie) peuvent générer des comportements extrêmement complexes, comme la turbulence. On peut aborder ces phénomènes, chaotiques ou non chaotiques, d'un point de vue de physique statistique de non-équilibre, à partir de méthodes théoriques (fonctions de corrélation à n particules, fonctions de corrélation temporelles, convolution et filtrage), mais il reste difficile de prévoir les comportements fins de la turbulence à partir des équations. Or la majorité des écoulements qui nous entourent (eau, air, huile, etc.) sont non newtoniens et turbulents — c'est dire à quel point l'importance de ce problème est grande.
Il est également intéressant d'étudier la transition entre un comportement simple des fluides (écoulement laminaire) et un comportement avec tourbillons (écoulement turbulent).

## Étude des phénomènes
L'étude de ces phénomènes est aujourd'hui bien souvent numérique : on simule des solutions des équations, qui ressemblent effectivement à des écoulements réels - sauf que c'est comme si on disposait d'un système de mesure parfait, qui pourrait tout mesurer sans rien perturber.
Une autre voie de recherche très utilisée est l'étude en soufflerie. En mettant un modèle réduit à étudier dans un fort flux d'air, et en étudiant l'écoulement par divers moyens (mesure de la vitesse d'écoulement par anémomètre ou tube de Pitot, mesure des efforts par des dynamomètres, visualisation des lignes de courant), on peut améliorer la connaissance des efforts aérodynamiques sur l'objet.
Parallèlement, les études d'hydrodynamique sur les navires, les installations pétrolières en mer ou les ouvrages portuaires utilisent souvent des bassins dans lesquels on peut représenter des vagues réalistes. Comme en soufflerie, les essais s'effectuent généralement sur des modèles réduits.
Cela pose donc, dans les deux cas, des problèmes de similitude qui nécessitent d'abord une analyse critique des phénomènes pour mettre en évidence les paramètres pertinents et ceux que l'on peut négliger, ensuite leur prise en compte à l'aide de nombres sans dimension.
Il existe également d'autres méthodes expérimentales pour étudier des écoulements : strioscopie, vélocimétrie laser…

## Applications de la dynamique des fluides

Écoulement autour d'une aile.

La dynamique des fluides et ses sous-disciplines comme l'aérodynamique, l'hydrodynamique, et l'hydraulique ont des applications très diverses. Par exemple, elles sont utilisées dans le calcul des forces et des moments dans l'aéronautique ou pour les prévisions météorologiques.
Le concept de fluide est étonnamment général. Par exemple, certains des concepts mathématiques de base concernant la gestion du trafic sont dérivés en considérant le trafic comme un fluide continu.

## L'hypothèse de la continuité
Les gaz sont composés de molécules qui se heurtent entre elles comme des objets pleins.
L'hypothèse de continuité, cependant, considère les fluides comme étant continus. C'est-à-dire que l'on admet que des propriétés telles que la densité, la pression, la température, et la vitesse sont prises pour étant bien définies à des points infiniment petits, et changent progressivement d'un point à l'autre. La nature discrète et moléculaire d'un fluide est donc ignorée.
Ces problèmes pour lesquels l'hypothèse de continuité ne donne pas des réponses avec l'exactitude désirée sont résolus grâce à la mécanique statistique. Afin de déterminer s'il faut employer la dynamique liquide conventionnelle (une sous-discipline de la mécanique des milieux continus) ou de la mécanique statistique, le nombre de Knudsen est évalué pour résoudre le problème. Les problèmes pour lesquels le nombre de Knudsen est égal ou supérieur à 1 doivent être traités par la mécanique statistique pour donner des réponses fiables.

## Équations de la dynamique des fluides
Les axiomes fondamentaux de la dynamique des fluides sont les lois de conservations comme la conservation de la masse (aussi appelée équation de continuité), la conservation de la quantité de mouvement (plus connue sous le nom de seconde loi de Newton), et la conservation de l'énergie. Ils constituent la base de la mécanique newtonienne et sont aussi importants en mécanique relativiste.
Les équations les plus importantes sont les équations de Navier-Stokes, qui sont des équations différentielles non linéaires décrivant le mouvement des fluides.
Ces équations, lorsqu'elles ne sont pas simplifiées n'ont pas de solutions analytiques et ne sont donc utiles que pour des simulations numériques.
Ces équations peuvent être simplifiées de diverses manières ce qui rend ces équations plus faciles à résoudre.
Certaines simplifications permettent de trouver des solutions analytiques à des problèmes de dynamique des fluides. De plus, les résultats récents de chercheurs tentant de résoudre les Problèmes du prix du millénaire laissent penser que les équations de Navier-Stokes seraient mal posées.

### Choix d'une description du fluide
Pour décrire mathématiquement la cinématique d'un fluide, c'est-à-dire le mouvement des particules, indépendamment des propriétés du fluide, on fait appel à la géométrie analytique. Deux systèmes cohabitent, l'un et l'autre présentant des avantages dans des situations particulières. Il s'agit de :
- la description lagrangienne ;
- la description eulérienne.

Tandis que la première consiste à décrire les trajectoires suivies par les particules au cours du temps, la seconde décrit le champ de vitesses à un instant donné.
Comme dans d'autres domaines, la cinématique sert de base à la dynamique, calcul des mouvements en fonction des forces appliquées. Les deux descriptions sont alors liées mathématiquement par la relation des dérivées
{\displaystyle {\frac {D}{Dt}}={\frac {\partial }{\partial t}}+\left({\overrightarrow {v}}.{\overrightarrow {grad}}\right)}
où le terme {\displaystyle {\frac {D}{Dt}}}, dérivée totale appelée « dérivée particulaire », « dérivée totale » ou encore « dérivée lagrangienne », représente la dérivée dans la description lagrangienne (ie. « ressentie » par une particule en mouvement), et le terme {\displaystyle {\frac {\partial }{\partial t}}} de dérivée partielle ou « eulérienne » représente la dérivée dans la description eulérienne (ie. « vue » par un observateur en un point fixe).

### Fluide compressible et incompressible
Un fluide est appelé compressible si les changements de la densité du fluide ont des effets significatifs sur l'ensemble de la solution. Dans le cas contraire, il s'agit d'un fluide incompressible et les changements de densité sont ignorés.
Afin de savoir si le fluide est compressible ou incompressible, on calcule le nombre de Mach. Approximativement, les effets de la compression peuvent être ignorés pour les nombres de Mach en dessous de 0,3. Presque tous les problèmes impliquant des liquides se trouvent dans cette catégorie, à commencer par l'eau, et sont définis comme incompressibles.
Les équations de Navier-Stokes incompressible sont des simplifications des équations de Navier-Stokes dans lesquelles la densité est considérée comme constante. Elles peuvent être utilisées pour résoudre les problèmes impliquant des fluides incompressibles de manière prépondérante, ce qui peut être assez restrictif.
Par exemple, en acoustique, la vitesse du son dans l'air étant finie, le fluide « air » doit être traité comme compressible. En effet, supposons que l'air soit un fluide incompressible : il se déplacerait alors en bloc et propagerait toute modification de pression locale à une vitesse infinie. La vitesse du son {\displaystyle c} dans un fluide compressible s'écrit d'ailleurs comme fonction de sa compressibilité {\displaystyle \chi } :
{\displaystyle c^{2}=(\rho _{0}\chi )^{-1}}

### La viscosité
Les problèmes dus à la viscosité sont ceux dans lesquels les frottements du fluide ont des effets significatifs sur la solution. Dans le cas contraire où les frottements peuvent être négligés, le fluide est appelé non visqueux ou parfait.
Le nombre de Reynolds peut être employé pour estimer quel type d'équation est approprié pour résoudre un problème donné.
Un nombre de Reynolds élevé indique que les forces d'inertie sont plus importantes que les forces de frottement.
Cependant, même lorsque le nombre de Reynolds est très élevé, certains problèmes nécessitent de prendre en compte les effets de la viscosité, du fait que celle-ci joue un rôle important dans les décollements de l'écoulement.
En particulier, dans les problèmes où l'on calcule les forces exercées sur un corps (comme les ailes d'un avion), il convient de prendre en compte la viscosité.
Comme illustré par le Paradoxe de D’Alembert, un corps immergé dans un fluide non visqueux n'est soumis à aucune force.
Les équations normalement utilisées pour l'écoulement d'un fluide non visqueux sont les équations d'Euler.
Dans la dynamique des fluides numérique, on emploie les équations d'Euler lorsqu'on est loin du corps et les équations tenant compte de la couche limite lorsqu'on est à proximité du corps.
Les équations d'Euler peuvent être intégrées le long d'une ligne de courant pour aboutir à la fameuse équation de Bernoulli.
Quand l'écoulement est partout irrotationnel et non visqueux, l'équation de Bernoulli peut être employée pour résoudre le problème.

### Écoulement stationnaire et instationnaire
Une autre simplification des équations de la dynamique des fluides est de considérer toutes les propriétés du fluide (vitesse, pression, etc.) comme étant constantes dans le temps. Cette situation (où, typiquement, la vitesse relative du corps par rapport au fluide est constante) est celle d'un écoulement stationnaire (ou permanent) et constitue une bonne approximation pour l'étude de nombreux problèmes, tels que la portance et la traînée d'une aile ou le ralentissement d'un fluide s'écoulant dans un tuyau.
Dans le cas particulier d'un écoulement stationnaire, les équations de Navier-Stokes et d'Euler se simplifient donc.

Dans le cas particulier où l'écoulement d'un fluide est à la fois incompressible, non visqueux et stationnaire, il peut être résolu avec les lois de l'écoulement potentiel découlant de l'équation de Laplace. Les problèmes de cette classe ont alors des solutions qui sont des combinaisons d'écoulements linéaires élémentaires (image de droite).

Au contraire, lorsqu'un corps est accéléré dans un fluide (donc que sa vitesse relative à ce fluide n'est pas constante) on dit que l'écoulement est instationnaire. On est alors conduit à prendre en compte la masse ajoutée du fluide. Un exemple d'écoulement instationnaire est l'écoulement de l'air autour d'un pendule : la vitesse de la masse du pendule évolue continuellement depuis zéro jusqu'à sa vitesse maximale avec retour à zéro, puis même chose dans le sens contraire et ainsi de suite ; on est alors typiquement dans le cas d'un écoulement instationnaire. D'autres exemples sont les écoulements autour des ailes battantes d'insectes ou d'oiseaux.

### Écoulement laminaire et turbulence
La turbulence est un écoulement dominé par des remous, et un aspect aléatoire apparent. Lorsqu'il n'y a pas de turbulences on dit que l'écoulement est laminaire.
La turbulence des fluides obéit à l'équation de Navier-Stokes. Cependant, les problèmes d'écoulement sont si complexes qu'il n'est pas possible actuellement de les résoudre numériquement en partant des principes de base.
La turbulence est plutôt modélisée à l'aide d'un des nombreux modèles de turbulence et couplée avec un résolveur de flux qui suppose que le flux est laminaire en dehors de la région de turbulence.
L'étude du Nombre de Reynolds permet de déterminer le caractère turbulent ou laminaire d'un écoulement.
Dans un circuit ou système hydraulique l'écoulement doit toujours si possible être laminaire. Au-delà de ce régime laminaire, il passe en phase dite critique et ensuite en régime turbulent, ce qui transforme l'énergie mécanique en température plutôt qu'en énergie hydraulique, le rendement chutant alors considérablement.

### Autres approximations

Décantation d'une bille de plastique dans la glycérine.

Il y a un grand nombre d'autres approximations possibles face aux problèmes de la dynamique des fluides.
Par exemple, l'écoulement de Stokes est l'écoulement d'un fluide dont le nombre de Reynolds est très bas, de sorte que les forces d'inertie peuvent être négligées face aux forces de frottement (image ci-contre).

L'approximation de Boussinesq néglige les forces de compression excepté pour calculer les forces de flottabilité.

### Champs d'étude
- Acoustique (utilise les dérivés de la dynamique des fluides)
- Aérodynamique
- Aéronautique
- Élasticité
- Étude de la dynamique des fluides par ordinateur
- Fluide rhéoscopique
- Géosciences
- Hémodynamique
- Hydraulique
- Hydrodynamique navale
- Mesure des flux
- Rhéologie

### Équations mathématiques
- Approximation de Boussinesq
- Équation de Borda–Carnot
- Équations d'Euler
- Équations de Navier-Stokes
- Loi de Poiseuille
- Moment de Munk
- Théorème de Bernoulli
- Théorème de Helmholtz

### Type d'écoulement des fluides
- Écoulement complexe
- Écoulement compressible, Écoulement incompressible
- Écoulement de Couette
- Écoulement de Poiseuille
- Écoulement de Stokes
- Écoulement laminaire, Écoulement turbulent
- Écoulement potentiel
- Écoulement supersonique

### Propriétés des fluides
- Couches Limites
- Effet Boycott
- Effet Coanda
- Effet Venturi
- Fluide newtonien
- Loi de conservation
- Ligne de courant
- Mur du son
- Onde de choc
- Portance (aérodynamique)
- Pression des gaz
- Tension de surface
- Turbulence
- Traînée
- Trainée d'onde
- Vitesse des fluides

### Nombres sans dimension décrivant un écoulement
- Nombre de Froude
- Nombre de Knudsen
- Nombre de Mach
- Nombre de Prandtl
- Nombre de Reynolds
- Nombre de Richardson
- Nombre de Strouhal

## Sources
- George Batchelor (1967) An Introduction to Fluid Dynamics, Cambridge University Press  (ISBN 0521663962)
- Étienne Guyon, J-P. Hulin, L. Petit (1991) Hydrodynamique physique, Savoirs Actuels  (ISBN 2868835023)
- Lev Landau et Evguéni Lifchitz (1998) Mécanique des fluides, Ellipses,  (ISBN 2729894233)